# Liste der Stolpersteine in Hamburg-Hammerbrook
Die Liste der Stolpersteine in Hamburg-Hammerbrook enthält alle Stolpersteine, die im Rahmen des gleichnamigen Kunst-Projekts von Gunter Demnig in Hamburg-Hammerbrook verlegt wurden. Mit ihnen soll Opfern des Nationalsozialismus gedacht werden, die in Hamburg-Hammerbrook lebten und wirkten.
Diese Seite ist Teil der Liste der Stolpersteine in Hamburg, da diese mit insgesamt 7141 (Stand: April 2025) Steinen zu groß würde und deshalb je Stadtteil, in dem Steine verlegt wurden, eine eigene Seite angelegt wurde.
| Person(en)                              | Inschrift                | Bilder | Anmerkung | |
| --------------------------------------- | ------------------------ | --- | --------- | --- |
| Amsinckstraße Ecke Schultzweg ·         | Heinrich Steenbock       | Hier wohnte Heinrich Steenbock Jg. 1880 mehrmals verhaftet ermordet 17.2.1945 Bergen-Belsen                                                                            |           | Eintrag auf stolpersteine-hamburg.de                                                                                                   |
| Amsinckstraße 71 ·                      | Hugo Feddersen           | Hier wohnte Hugo Feddersen Jg. 1887 im Widerstand verhaftet 1933 KZ Fuhlsbüttel verurteilt 1933 Todesstrafe Flucht in den Tod 22.7.1933                                |           | Eintrag auf stolpersteine-hamburg.de                                                                                                   |
| Anton-Rée-Weg 1 ·                       | Betty Guttmann           | Hier wohnte Betty Guttmann Jg. 1905 deportiert 1941 Minsk ermordet |           | Eintrag auf stolpersteine-hamburg.de Stolperstein liegt nicht vor dem Eingang, sondern an der Ecke zum Bullerdeich                     |
| Anton-Rée-Weg 1 ·                       | Heinrich Hartwig         | Hier wohnte Heinrich Hartwig Jg. 1919 gedemütigt/entrechtet Flucht in den Tod 7.3.1939                                                                                 |           | Eintrag auf stolpersteine-hamburg.de Stolperstein liegt vor dem Eingang                                                                |
| Brackdamm 1 ·                           | Ida Rathjens geb. Harder | Hier wohnte Ida Rathjens geb. Harder Jg. 1881 eingewiesen 14.8.1943 ‚Heilanstalt‘ Steinhof/Wien ermordet 10.4.1944                                                     |           | Eintrag auf stolpersteine-hamburg.de                                                                                                   |
| Bullerdeich 34 ·                        | Richard Runge            | Hier wohnte Richard Runge Jg. 1890 verhaftet 1934 ‚Vorbereitung Hochverrat‘ KZ Fuhlsbüttel tot an Haftfolgen 22.1.1938                                                 |           | Eintrag auf stolpersteine-hamburg.de Stolperstein liegt an der Straßenecke vor der Tankstelle                                          |
| Bullerdeich 51 ·                        | Albert Euen              | Hier wohnte Albert Euen Jg. 1894 denunziert verhaftet 1945 Gefängnis Kiel ‚erhängt‘ in Zelle aufgefunden 30.3.1945                                                     |           | Eintrag auf stolpersteine-hamburg.de                                                                                                   |
| Frankenstraße 33 ·                      | Otto Röser               | Hier wohnte Otto Röser Jg. 1901 Strafbataillon 999 tot Juli 1944 |           | Eintrag auf stolpersteine-hamburg.de                                                                                                   |
| Gotenstraße 20 ·                        | Henry Gattel             | Hier wohnte Henry Gattel Jg. 1885 eingewiesen 1936 Versorgungsheim Farmsen Heilanstalt Langenhorn ‚verlegt‘ 23.9.1940 Brandenburg ermordet 23.9.1940 ‚Aktion T4‘       |           | Eintrag auf stolpersteine-hamburg.de                                                                                                   |
| Grüner Deich 165 ·                      | Selig Leiba Goldstein    | Hier wohnte Selig Leiba Goldstein Jg. 1885 eingewiesen 1940 Heilanstalt Langenhorn ‚verlegt‘ 23.9.1940 Brandenburg ermordet 23.9.1940 ‚Aktion T4‘                      |           | Eintrag auf stolpersteine-hamburg.de                                                                                                   |
| Hammerbrookstraße ·                     | Walter Steinbeck         | Hier wohnte Walter Steinbeck Jg. 1908 verhaftet 1935/39 1942 kastriert Emslandlager KZ Neuengamme ermordet 22.8.1942                                                   |           | Eintrag auf stolpersteine-hamburg.de Stolperstein liegt am Rand des Radwegs vor der Treppe zur S-Bahn                                  |
| Hammerbrookstraße 47 ·                  | Balthasar Brand          | Hier wohnte Balthasar Brand Jg. 1891 verhaftet KZ Fuhlsbüttel ermordet 2.7.1936                                                                                        |           | Eintrag auf stolpersteine-hamburg.de Stolperstein liegt vor dem Eingang Haus 47b                                                       |
| Hammerbrookstraße 90 ·                  | Jarubaal Toeplitz        | Hier wohnte Jarubaal Toeplitz Jg. 1921 eingewiesen 1940 Heilanstalt Langenhorn ‚verlegt‘ 23.9.1940 Brandenburg ermordet 23.9.1940 ‚Aktion T4‘                          |           | Eintrag auf stolpersteine-hamburg.de                                                                                                   |
| Hammer Deich ·                          | Adele Elias              | Hier wohnte Adele Elias Jg. 1883 deportiert 1941 Minsk ermordet |           | Eintrag auf stolpersteine-hamburg.de Stolperstein liegt auf dem Gehweg gegenüber der Einfahrt zu den Häusern Nr. 26–34                 |
| Heinrich-Grone-Stieg Ecke Sachsenfeld · | Carl-Heinz Dellin        | Hier wohnte Carl-Heinz Dellin Jg. 1921 gedemütigt/entrechtet Flucht in den Tod 3.7.1937                                                                                |           | Eintrag auf stolpersteine-hamburg.de                                                                                                   |
| Heinrich-Grone-Stieg Ecke Sachsenfeld · | Eduard Falkenau          | Hier wohnte Eduard Falkenau Jg. 1910 verhaftet 1936/42 KZ Fuhlsbüttel Emslandlager KZ Neuengamme ermordet 3.7.1943                                                     |           | Eintrag auf stolpersteine-hamburg.de                                                                                                   |
| Heinrich-Grone-Stieg Ecke Sachsenfeld · | Max Kresse               | Hier wohnte Max Kresse Jg. 1891 wegen Bettelns verhaftet 1933/34/38 Flucht in den Tod 2.8.1939                                                                         |           | Eintrag auf stolpersteine-hamburg.de                                                                                                   |
| Klosterwall 23 ·                        | –                        | Wir erinnern an die jüdischen Mitglieder des Kunstverein in Hamburg entrechtet – gedemütigt – verfolgt – geflohen ermordet                                             |           | Kopfstein am Kunstverein in Hamburg |
| Klosterwall 23 ·                        | Julius Adam              | Dr. Julius Adam Jg. 1862 Approbation entzogen 1938 deportiert 1942 Theresienstadt ermordet 25.10.1942                                                                  |           | Eintrag auf stolpersteine-hamburg.de Weitere Stolpersteine befinden sich in Hamburg-Altstadt und Hamburg-Fuhlsbüttel.                  |
| Münzplatz 11 ·                          | Elias Edwin Weiss        | Hier wohnte Elias Edwin Weiss Jg. 1882 eingewiesen 1941 Heilanstalt Bendorf-Sayn deportiert 1942 Izbica ermordet in Belzec                                             |           | Eintrag auf stolpersteine-hamburg.de                                                                                                   |
| Münzstraße 11 ·                         | Bertha Uhink geb. Casper | Hier wohnte Bertha Uhink geb. Casper Jg. 1887 deportiert 1941 ermordet in Łodz                                                                                         |           | Eintrag auf stolpersteine-hamburg.de                                                                                                   |
| Nagelsweg 33 ·                          | Friedrich Löser          | Hier wohnte Friedrich Löser Jg. 1904 Gefängnis Fuhlsbüttel tot an Haftfolgen 11.4.1943                                                                                 |           | Eintrag auf stolpersteine-hamburg.de                                                                                                   |
| Nagelsweg 33 ·                          | Emma Böhme               | Hier wohnte Emma Böhme Jg. 1884 verhaftet 1943 Ravensbrück ermordet 11.3.1943 Auschwitz                                                                                |           | Eintrag auf stolpersteine-hamburg.de                                                                                                   |
| Nagelsweg 33 ·                          | Max Wolf                 | Hier wohnte Max Wolf Jg. 1875 ‚Schutzhaft‘ 1938 Sachsenhausen deportiert 1941 ermordet in Minsk                                                                        |           | Eintrag auf stolpersteine-hamburg.de                                                                                                   |
| Nagelsweg 63 ·                          | Hans Köpke               | Hier wohnte Hans Köpke Jg. 1911 verhaftet ‚Vorbereitung zum Hochverrat‘ zum Tode verurteilt hingerichtet 26.6.1944 UG Hamburg                                          |           | Eintrag auf stolpersteine-hamburg.de Ein weiterer Stolperstein befindet sich in Hamburg-Neustadt.                                      |
| Norderstraße 71 ·                       | Wassiliy Szewezuk        | Hier wohnte Wassiliy Szewezuk Jg. 1908 deportiert KZ Neuengamme 1944 MS Cap Arcona ertrunken 3.5.1945                                                                  |           | Eintrag auf stolpersteine-hamburg.de                                                                                                   |
| Rosenallee 5 ·                          | Paul Kroll               | Hier wohnte Paul Kroll Jg. 1884 verhaftet 1936 ‚Hochverrat‘ Gefängnis Frankfurt-Preungesheim hingerichtet 29.8.1944                                                    |           | Eintrag auf stolpersteine-hamburg.de Stolperstein liegt vor dem Eingang                                                                |
| Rosenallee 11 ·                         | Recha Lübke              | Hier lehrte Recha Lübke Jg. 1880 deportiert 1942 Theresienstadt 1944 Auschwitz ermordet                                                                                |           | Eintrag auf stolpersteine-hamburg.de Ein weiterer Stolperstein befindet sich in Hamburg-Harvestehude.                                  |
| Rosenallee 11 ·                         | Bella Spanier            | Hier lehrte Bella Spanier Jg. 1884 deportiert 1941 Łodz 1942 Chelmno ermordet                                                                                          |           | Eintrag auf stolpersteine-hamburg.de Ein weiterer Stolperstein befindet sich in Hamburg-Eimsbüttel.                                    |
| Sachsenstraße 42 ·                      | Helmuth Hübener          | Hier wohnte Helmuth Hübener Jg. 1925 enthauptet 27.10.1942 Berlin-Plötzensee                                                                                           |           | Eintrag auf stolpersteine-hamburg.de Stolperstein liegt an der Ecke Sachsenstraße/Hammerbrookstraße (aktuell vor der Schanzenbäckerei) |
| Schultzweg 2 ·                          | Harry Jacob              | Hier wohnte Harry Jacob Jg. 1899 eingewiesen 1940 Heilanstalt Langenhorn ‚verlegt‘ 23.9.1940 Brandenburg ermordet 23.9.1940 ‚Aktion T4‘                                |           | Eintrag auf stolpersteine-hamburg.de                                                                                                   |
| Sonninstraße 12 ·                       | Emma Kaiser geb. Sander  | Hier wohnte Emma Kaiser geb. Sander Jg. 1873 deportiert 1941 ermordet in Riga                                                                                          |           | Eintrag auf stolpersteine-hamburg.de                                                                                                   |
| Sonninstraße 12 ·                       | Meyer Max Kaiser         | Hier wohnte Meyer Max Kaiser Jg. 1875 deportiert 1941 ermordet in Riga                                                                                                 |           | Eintrag auf stolpersteine-hamburg.de                                                                                                   |
| Sorbenstraße 15 ·                       | Rolf Edgar Frankenthal   | Hier wohnte Rolf Edgar Frankenthal Jg. 1921 deportiert 1941 ermordet in Minsk                                                                                          |           | Eintrag auf stolpersteine-hamburg.de                                                                                                   |
| Sorbenstraße 15 ·                       | Theodor Frankenthal      | Hier wohnte Theodor Frankenthal Jg. 1899 verhaftet 1937 1940 KZ Fuhlsbüttel 1941 KZ Dachau KZ Buchenwald ermordet 26.7.1942                                            |           | Eintrag auf stolpersteine-hamburg.de                                                                                                   |
| Sorbenstraße 15 ·                       | Käthchen Scherer         | Hier wohnte Käthchen Scherer Jg. 1892 deportiert 1941 ermordet in Minsk                                                                                                |           | Eintrag auf stolpersteine-hamburg.de                                                                                                   |
| Spaldingstraße 68 ·                     | Oscar Löwenthal          | Hier wohnte Oscar Löwenthal Jg. 1873 eingewiesen 1938 Heilanstalt Langenhorn ‚verlegt‘ 23.9.1940 Brandenburg ermordet 23.9.1940 ‚Aktion T4‘                            |           | Eintrag auf stolpersteine-hamburg.de                                                                                                   |
| Spaldingstraße 70 ·                     | Theodor Kamp             | Hier wohnte Theodor Kamp Jg. 1890 verhaftet 1937/39 KZ Fuhlsbüttel Flucht in den Tod 7.4.1942                                                                          |           | Eintrag auf stolpersteine-hamburg.de                                                                                                   |
| Spaldingstraße 82 ·                     | Edgar Levin              | Hier wohnte Edgar Levin Jg. 1895 verhaftet 1938 ‚Rassenschande‘ Untersuchungsgefängnis Hamburg-Stadt 1939 Sachsenhausen ermordet 24.11.1939                            |           | Eintrag auf stolpersteine-hamburg.de                                                                                                   |
| Spaldingstraße 130 ·                    | Grete Detert             | Hier wohnte Grete Detert Jg. 1930 eingewiesen 1937 Alsterdorfer Anstalten ‚verlegt‘ 7.8.1943 Heilanstalt Eichberg ermordet 24.9.1943                                   |           | Eintrag auf stolpersteine-hamburg.de                                                                                                   |
| Spaldingstraße 160 ·                    | Eduard Wolff             | Hier arbeitete Eduard Wolff Jg. 1870 gedemütigt/entrechtet Flucht in den Tod 26. Feb. 1938                                                                             |           | Eintrag auf stolpersteine-hamburg.de Ein weiterer Stolperstein befindet sich in Hamburg-Uhlenhorst.                                    |
| Wandalenweg 26 ·                        | Joseph Schajewitz        | Hier wohnte Joseph Schajewitz Jg. 1901 verhaftet 1939 Gefängnis Fuhlsbüttel 1940 Sachsenhausen deportiert 1940 Auschwitz ermordet 22.1.1941                            |           | Eintrag auf stolpersteine-hamburg.de                                                                                                   |
| Wendenstraße 155 ·                      | Linda Jensen             | Hier wohnte Linda Jensen Jg. 1921 eingewiesen 15.6.1929 Alsterdorfer Anstalten 1943 Heilanstalt Weilmünster ‚verlegt‘ 22.4.1944 Heilanstalt Hadamar ermordet 22.5.1944 |           | Eintrag auf stolpersteine-hamburg.de Stolperstein liegt vor dem Eingang zu Nr. 195                                                     |
| Wendenstraße 160 ·                      | Hans von Halle           | Hier wohnte Hans von Halle Jg. 1902 deportiert 1942 Theresienstadt 1944 Auschwitz ermordet                                                                             |           | Eintrag auf stolpersteine-hamburg.de                                                                                                   |
| Woltmanstraße 14 ·                      | Claudius Gosau           | Hier wohnte Claudius Gosau Jg. 1892 im Widerstand verhaftet 1933 Gefängnis Heide Gefängnis Moabit Todesurteil 11.2.1944 hingerichtet 6.3.1944 Brandenburg-Görden       |           | Eintrag auf stolpersteine-hamburg.de                                                                                                   |

## Stolperschwelle

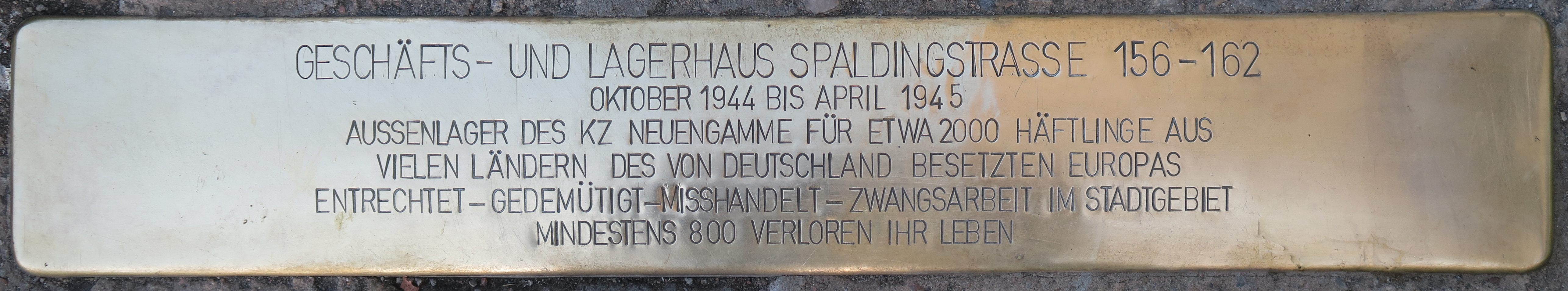
Stolperschwelle Spaldingstraße 156–162

Am 12. April 2025 wurde von dem Gebäude Spaldingstraße 156–162 (Lage) eine Stolperschwelle verlegt, die vierte in Hamburg. Sie trägt die Inschrift 

„Geschäfts- und Lagerhaus Spaldingstraße 156–162
Oktober 1944 bis April 1945
Außenlager des KZ Neuengamme für etwa 2000 Häftlinge aus
vielen Ländern des von Deutschland besetzten Europas
entrechtet – gedemütigt – misshandelt – Zwangsarbeit im Stadtgebiet
mindestens 800 verloren ihr Leben“